# Alain Dereux
Alain Dereux est un universitaire belge spécialisé en nanophotonique et en plasmonique. Professeur à l'université de Bourgogne depuis 1995, directeur du Laboratoire Interdisciplinaire Carnot de Bourgogne (ICB, UMR CNRS 6303) de 2012 à 2021. 

## Récompenses et distinctions
- Médaille d'argent du CNRS (2015)[2]